# Ribeirão Ticororó
Ribeirão Ticororó är ett vattendrag i Brasilien.   Det ligger i delstaten Minas Gerais, i den sydöstra delen av landet, 500 km öster om huvudstaden Brasília.
I omgivningarna runt Ribeirão Ticororó växer huvudsakligen savannskog. Runt Ribeirão Ticororó är det mycket glesbefolkat, med 2 invånare per kvadratkilometer.